# Danger (single van The Star Sisters)
Danger is een discosingle uit 1985 van The Star Sisters, de meidengroep die voortkwam uit het Stars on 45-project van Jaap Eggermont. De productie lag ditmaal niet in handen van Eggermont, maar in die van Fluitsma & Van Tijn. Het lied werd geschreven door de Amerikaanse songwriters Bobby Hart, Dick Eastman en Robbie Nevil. 
Er verscheen zowel een versie op een 7"- als op een 12"-single en verder op het gelijknamige album Danger. Het was ditmaal geen medley, zoals de voorgaande drie. Na het tegenvallende A tribute to Marilyn Monroe kwam deze single in de Belgische en beide Nederlandse hitlijsten te staan.

## Hitnoteringen

### Nederland en België
| Nederlandse Top 40: 01-06-1985 t/m 20-07-1985 | Nederlandse Top 40: 01-06-1985 t/m 20-07-1985 | Nederlandse Top 40: 01-06-1985 t/m 20-07-1985 | Nederlandse Top 40: 01-06-1985 t/m 20-07-1985 | Nederlandse Top 40: 01-06-1985 t/m 20-07-1985 | Nederlandse Top 40: 01-06-1985 t/m 20-07-1985 | Nederlandse Top 40: 01-06-1985 t/m 20-07-1985 | Nederlandse Top 40: 01-06-1985 t/m 20-07-1985 | Nederlandse Top 40: 01-06-1985 t/m 20-07-1985 | Nederlandse Top 40: 01-06-1985 t/m 20-07-1985 |
| Week:                                         | 1                                             | 2                                             | 3                                             | 4                                             | 5                                             | 6                                             | 7                                             | 8                                             |                                               |
| --------------------------------------------- | --------------------------------------------- | --------------------------------------------- | --------------------------------------------- | --------------------------------------------- | --------------------------------------------- | --------------------------------------------- | --------------------------------------------- | --------------------------------------------- | --------------------------------------------- |
| Positie                                       | 37                                            | 33                                            | 27                                            | 24                                            | 24                                            | 25                                            | 26                                            | 31                                            | uit                                           |

| Nederlandse Nationale Hitparade: 01-06-1985 t/m 13-07-1985 | Nederlandse Nationale Hitparade: 01-06-1985 t/m 13-07-1985 | Nederlandse Nationale Hitparade: 01-06-1985 t/m 13-07-1985 | Nederlandse Nationale Hitparade: 01-06-1985 t/m 13-07-1985 | Nederlandse Nationale Hitparade: 01-06-1985 t/m 13-07-1985 | Nederlandse Nationale Hitparade: 01-06-1985 t/m 13-07-1985 | Nederlandse Nationale Hitparade: 01-06-1985 t/m 13-07-1985 | Nederlandse Nationale Hitparade: 01-06-1985 t/m 13-07-1985 | Nederlandse Nationale Hitparade: 01-06-1985 t/m 13-07-1985 |
| Week:                                                      | 1                                                          | 2                                                          | 3                                                          | 4                                                          | 5                                                          | 6                                                          | 7                                                          |                                                            |
| ---------------------------------------------------------- | ---------------------------------------------------------- | ---------------------------------------------------------- | ---------------------------------------------------------- | ---------------------------------------------------------- | ---------------------------------------------------------- | ---------------------------------------------------------- | ---------------------------------------------------------- | ---------------------------------------------------------- |
| Positie:                                                   | 48                                                         | 33                                                         | 29                                                         | 36                                                         | 25                                                         | 27                                                         | 38                                                         | uit                                                        |

| Vlaamse Top 30: 08-06-1985 t/m 13-07-1985 | Vlaamse Top 30: 08-06-1985 t/m 13-07-1985 | Vlaamse Top 30: 08-06-1985 t/m 13-07-1985 | Vlaamse Top 30: 08-06-1985 t/m 13-07-1985 | Vlaamse Top 30: 08-06-1985 t/m 13-07-1985 | Vlaamse Top 30: 08-06-1985 t/m 13-07-1985 | Vlaamse Top 30: 08-06-1985 t/m 13-07-1985 | Vlaamse Top 30: 08-06-1985 t/m 13-07-1985 |
| Week:                                     | 1                                         | 2                                         | 3                                         | 4                                         | 5                                         | 6                                         |                                           |
| ----------------------------------------- | ----------------------------------------- | ----------------------------------------- | ----------------------------------------- | ----------------------------------------- | ----------------------------------------- | ----------------------------------------- | ----------------------------------------- |
| Positie:                                  | 24                                        | 23                                        | 16                                        | 13                                        | 15                                        | 39                                        | uit                                       |